# District de Börili
Le  district de Börili (en kazakh : Бөрілі ауданы, en russe : Бурлинский район) est un district du Kazakhstan-Occidental (Kazakhstan). Son centre administratif est la localité d’Aksaï. 

## Démographie
La population du district a progressé de 1999 (48 958 habitants) à 2009 (58 452 habitants).